# Wereldkampioenschap voetbal 2014 (Groep F) Bosnië en Herzegovina - Iran
Dit artikel gaat over de wedstrijd in de groepsfase in groep F tussen Bosnië en Herzegovina en Iran die gespeeld werd op woensdag 25 juni 2014 tijdens het wereldkampioenschap voetbal 2014. Op dezelfde dag werden de wedstrijden Nigeria – Argentinië, Honduras – Zwitserland en Ecuador – Frankrijk gespeeld.

## Voorafgaand aan de wedstrijd
- Bosnië en Herzegovina staat bij aanvang van het toernooi op de 21e plaats van de FIFA-wereldranglijst. Het land bevindt zich in een stijgingsperiode al sinds dat het in mei 1996 − toen het op de 171e positie stond − in de ranglijst werd opgenomen. In augustus 2013 bereikte Bosnië en Herzegovina met zijn dertiende positie zijn hoogtepunt. Sinds het begin van 2014 daalde het land twee posities.[1] Dertien andere bij de UEFA aangesloten landen behaalden in juni 2014 een betere posities.
- Bosnië en Herzegovina speelde voor deze wedstrijd twee andere wedstrijden. De eerste wedstrijd tegen Argentinië verloor Bosnië en Herzegovina met 2-1 en de tweede wedstrijd tegen Nigeria werd wederom door Bosnië en Herzegovina verloren met 1-0.
- Iran staat bij aanvang van het toernooi op de 43e plaats van de wereldranglijst. Het land stond in juni 2013 op de 67e positie, wat een dieptepunt was. Daarna begon een stijgingsperiode, die eindigde in december 2013 – toen Iran op de 33e positie stond. Sinds het begin van 2014 tot juni van dat jaar is het land negen posities op de ranglijst gedaald.[2] Geen andere bij de AFC aangesloten land wist op de ranglijst van juni 2014 een betere positie dan Iran te bemachtigen.
- Iran speelde zijn eerste wedstrijd gelijk en verloor zijn tweede wedstrijd; de eerste wedstrijd tegen Nigeria met 0-0 en de tweede wedstrijd tegen Argentinië met 1-0.
- Deze landen speelden vijf keer eerder tegen elkaar. Van die wedstrijden won Iran er vier en werd er één gelijkgespeeld. De Iranen wisten zestien keer in het doel van de Bosniërs te scoren; andersom gebeurde dat zeven keer.[3]

## Wedstrijdgegevens
| Datum                | 25 juni 2014                        | 25 juni 2014                        |
| Wedstrijdnummer      | 42                                  | 42                                  |
| Stadion              | Itaipava Arena Fonte Nova, Salvador | Itaipava Arena Fonte Nova, Salvador |
| Toeschouwers         | 48.011                              | 48.011                              |
| Scheidsrechter       | Carlos Velasco Carballo             | Carlos Velasco Carballo             |
| Assistenten          | Roberto Alonso Fernández Juan Yuste | Roberto Alonso Fernández Juan Yuste |
| Vierde official      | Enrique Osses                       | Enrique Osses                       |
| Man van de wedstrijd | Edin Džeko                          | Edin Džeko                          |
|                      | Bosnië en Herzegovina               | Iran                                |
| Doelpunten           | 3                                   | 1                                   |
| Gele kaarten         | 1                                   | 1                                   |
| Rode kaarten         | 0                                   | 0                                   |
| Wissels              | 3                                   | 3                                   |
| Schoten op doel      | 9                                   | 5                                   |
| Schoten naast doel   | 4                                   | 2                                   |
| Overtredingen        | 20                                  | 17                                  |
| Hoekschoppen         | 6                                   | 5                                   |
| Buitenspel           | 1                                   | 8                                   |
| Balbezit (%)         | 62                                  | 38                                  |

| Bosnië en Herzegovina | 3 – 1           | Iran |
| Edin Džeko (Miralem Pjanić) 23' Miralem Pjanić (Tino-Sven Sušić) 59' Avdija Vršajević (Sejad Salihović) 83'                                                          | goals (assists) | 82' Reza Ghoochannejhad (Javad Nekounam) |
| Safet Sušić | bondscoach      | Carlos Queiroz |
| Asmir Begović Emir Spahić Sead Kolašinac Muhamed Bešić Toni Šunjić Avdija Vršajević Miralem Pjanić Tino-Sven Sušić 79' Anel Hadžić 61' Vedad Ibišević Edin Džeko 84' | opstellingen    | Alireza Haghighi Jalal Hosseini Amir Hossein Sadeghi Mehrdad Pooladi 63' Ehsan Hajsafi Javad Nekounam Andranik Teymourian Pejman Montazeri 46' Masoud Shojaei Reza Ghoochannejhad 68' Ashkan Dejagah |
| Ognjen Vranješ 61' Sejad Salihović 79' Edin Višća 84' | wissels         | 46' Khosro Heydari 63' Alireza Jahanbakhsh 68' Karim Ansarifard |
| Muhamed Bešić 77' | gele kaarten    | 87' Karim Ansarifard |

## Wedstrijden
| Groepswedstrijden      |                       |                         |                       |                         |                        |                        |                         |
| Groep A                | Groep B               | Groep C                 | Groep D               | Groep E                 | Groep F                | Groep G                | Groep H                 |
| Brazilië – Kroatië     | Spanje – Nederland    | Colombia - Griekenland  | Uruguay – Costa Rica  | Zwitserland – Ecuador   | Argentinië – Bosnië    | Duitsland – Portugal   | België – Algerije       |
| Mexico – Kameroen      | Chili – Australië     | Ivoorkust – Japan       | Engeland – Italië     | Frankrijk – Honduras    | Iran – Nigeria         | Ghana – U.S.A.         | Rusland – Zuid-Korea    |
| Kameroen – Kroatië     | Australië – Nederland | Japan – Griekenland     | Italië – Costa Rica   | Honduras – Ecuador      | Nigeria – Bosnië       | U.S.A. – Portugal      | Zuid-Korea – Algerije   |
| Brazilië – Mexico      | Spanje – Chili        | Colombia – Ivoorkust    | Uruguay – Engeland    | Zwitserland – Frankrijk | Argentinië – Iran      | Duitsland – Ghana      | België – Rusland        |
| Kameroen – Brazilië    | Australië – Spanje    | Japan – Colombia        | Italië – Uruguay      | Honduras – Zwitserland  | Nigeria – Argentinië   | U.S.A. – Duitsland     | Zuid-Korea – België     |
| Kroatië – Mexico       | Nederland – Chili     | Griekenland – Ivoorkust | Costa Rica – Engeland | Ecuador – Frankrijk     | Bosnië – Iran          | Portugal – Ghana       | Algerije – Rusland      |
| Achtste finales        |                       |                         |                       |                         |                        |                        |                         |
| Brazilië Chili         | Colombia Uruguay      | Frankrijk Nigeria       | Duitsland Algerije    | Nederland Mexico        | Costa Rica Griekenland | Argentinië Zwitserland | België Verenigde Staten |
| Kwartfinales           |                       |                         |                       |                         |                        |                        |                         |
| Brazilië – Colombia    | Brazilië – Colombia   | Frankrijk – Duitsland   | Frankrijk – Duitsland | Nederland – Costa Rica  | Nederland – Costa Rica | Argentinië – België    | Argentinië – België     |
| Halve finales          |                       |                         |                       |                         |                        |                        |                         |
| Brazilië – Duitsland   | Brazilië – Duitsland  | Brazilië – Duitsland    | Brazilië – Duitsland  | Nederland – Argentinië  | Nederland – Argentinië | Nederland – Argentinië | Nederland – Argentinië  |
| Troostfinale           |                       |                         |                       |                         |                        |                        |                         |
| Brazilië – Nederland   |                       |                         |                       |                         |                        |                        |                         |
| Finale                 |                       |                         |                       |                         |                        |                        |                         |
| Duitsland – Argentinië |                       |                         |                       |                         |                        |                        |                         |

N/FS BiH · A-internationals · Bondscoaches · Statistieken · Bosnisch vrouwenelftal · Bosnië U23 · Bosnië U21 · Bosnië U19 · Bosnië U18 · Bosnië U17 · Bosnië U16
1995 – 1999 ·
2000 – 2009 ·
2010 – 2019 ·
2020 − 2029
WK 2014
1995 · 
1996 · 
1997 · 
1998 · 
1999 · 
2000 · 
2001 · 
2002 · 
2003 · 
2004 · 
2005 · 
2006 · 
2007 · 
2008 · 
2009 · 
2010 · 
2011 · 
2012 · 
2013 · 
2014 · 
2015 · 
2016 · 
2017 · 
2018 ·
2019 ·
2020 ·
2021 ·
2022 ·
2023 ·
2024
Albanië ·
Algerije ·
Andorra ·
Argentinië ·
Armenië ·
Azerbeidzjan ·
Bahrein ·
Bangladesh ·
België ·
Brazilië · 
Bulgarije ·
Chili ·
China ·
Costa Rica ·
Cyprus ·
Denemarken ·
Duitsland ·
Egypte ·
Engeland ·
Estland ·
Faeröer ·
Finland ·
Frankrijk ·
Georgië ·
Ghana ·
Gibraltar ·
Griekenland ·
Hongarije ·
Ierland · 
IJsland ·
Indonesië ·
Iran ·
Israël ·
Italië ·
Ivoorkust ·
Japan ·
Joegoslavië · 
Jordanië ·
Kazachstan ·
Koeweit ·
Kroatië ·
Letland ·
Liechtenstein ·
Litouwen ·
Luxemburg ·
Maleisië ·
Malta ·
Mexico ·
Moldavië ·
Montenegro ·
Nederland ·
Nigeria ·
Noord-Ierland ·
Noord-Macedonië ·
Noorwegen ·
Oekraïne ·
Oezbekistan ·
Oman ·
Oostenrijk ·
Paraguay ·
Polen ·
Portugal ·
Qatar ·
Roemenië ·
San Marino ·
Schotland ·
Senegal ·
Servië en Montenegro ·
Slovenië ·
Slowakije ·
Spanje ·
Tsjechië ·
Tunesië · 
Turkije ·
Verenigde Staten · 
Vietnam ·
Wales ·
Wit-Rusland ·
Zimbabwe ·
Zuid-Korea ·
Zweden ·
Zwitserland
Argentinië (2014) ·
Iran (2014) ·
Nigeria (2014)
FFIRI · 
A-internationals · 
Selecties · Bondscoaches · 
Statistieken · 
Iraans vrouwenelftal · 
Iran U21 · 
Iran U20 · 
Iran U19 · 
Iran U18 · 
Iran U17
1940 – 1969 · 
1970 – 1979 · 
1980 – 1989 · 
1990 – 1999 · 
2000 – 2009 · 
2010 – 2019 ·
2020 − 2029
Asian Cup 1960 · 
Asian Cup 1968 · 
Asian Cup 1972 · 
Asian Cup 1976 · 
Asian Cup 1980 · 
Asian Cup 1984 · 
Asian Cup 1988 · 
Asian Cup 1992 · 
Asian Cup 1996 · 
Asian Cup 2000 · 
Asian Cup 2004 · 
Asian Cup 2007 · 
Asian Cup 2011
WK 1978 · 
WK 1998 · 
WK 2006 · 
WK 2014 · 
WK 2018
OS 1964 · 
OS 1972 · 
OS 1976
1941 · 
1942–1946 · 
1947 · 
1948 · 
1949 · 
1950 · 
1951 · 
1952 · 
1953–1957 · 
1958 · 
1959 · 
1960–1961 · 
1962 · 
1963 · 
1964 · 
1965 · 
1966 · 
1967 · 
1968 · 
1969 · 
1970 · 
1971 · 
1972 · 
1973 · 
1974 · 
1975 · 
1976 · 
1977 · 
1978 · 
1979 · 
1980 · 
1981 · 
1982 · 
1983 · 
1984 · 
1985 · 
1986 · 
1987 · 
1988 · 
1989 · 
1990 · 
1991 · 
1992 · 
1993 · 
1994 · 
1995 · 
1996 · 
1997 · 
1998 · 
1999 · 
2000 · 
2001 · 
2002 · 
2003 · 
2004 · 
2005 · 
2006 · 
2007 · 
2008 · 
2009 · 
2010 · 
2011 · 
2012 ·
2013 ·
2014 ·
2015 ·
2016 ·
2017 ·
2018 ·
2019 ·
2020 ·
2021 ·
2022 ·
2023 ·
2024
Afghanistan ·
Albanië ·
Algerije ·
Angola ·
Argentinië ·
Armenië ·
Australië ·
Azerbeidzjan ·
Bahrein ·
Bangladesh ·
Bolivia ·
Bosnië en Herzegovina ·
Botswana ·
Brazilië ·
Bulgarije ·
Burkina Faso ·
Cambodja ·
Canada ·
Chili ·
China ·
Costa Rica ·
Cyprus ·
Denemarken ·
Duitsland ·
Ecuador ·
Egypte ·
Engeland ·
Filipijnen ·
Frankrijk ·
Georgië ·
Ghana ·
Guam ·
Guatemala ·
Guinee ·
Hongarije ·
Hongkong ·
Ierland ·
IJsland ·
India ·
Indonesië ·
Irak ·
Israël ·
Jamaica ·
Japan ·
Jemen ·
Joegoslavië ·
Jordanië ·
Kameroen ·
Kazachstan ·
Kenia ·
Kirgizië ·
Koeweit ·
Kroatië ·
Laos ·
Libanon ·
Libië ·
Litouwen ·
Madagaskar ·
Malediven ·
Maleisië ·
Mali ·
Marokko ·
Mexico ·
Montenegro ·
Mozambique ·
Myanmar ·
Nederland ·
Nepal ·
Nicaragua ·
Nieuw-Zeeland ·
Nigeria ·
Noord-Korea ·
Noord-Macedonië ·
Oeganda ·
Oekraïne ·
Oezbekistan ·
Oman ·
Oostenrijk ·
Pakistan ·
Palestina ·
Panama ·
Papoea-Nieuw-Guinea ·
Paraguay ·
Peru ·
Polen ·
Portugal ·
Qatar ·
Roemenië ·
Rusland ·
Saoedi-Arabië ·
Schotland ·
Senegal ·
Sierra Leone ·
Singapore ·
Slowakije ·
Sovjet-Unie ·
Spanje ·
Sri Lanka ·
Syrië ·
Tadzjikistan ·
Taiwan ·
Thailand ·
Togo ·
Trinidad en Tobago ·
Tsjecho-Slowakije ·
Tunesië ·
Turkije ·
Turkmenistan ·
Uruguay ·
Venezuela ·
Verenigde Arabische Emiraten ·
Verenigde Staten ·
Vietnam ·
Wales ·
Wit-Rusland ·
Zambia ·
Zuid-Jemen ·
Zuid-Korea ·
Zweden
Angola (2006) ·
Argentinië (2014) ·
Bosnië en Herzegovina (2014) ·
Marokko (2018) ·
Mexico (2006) ·
Nigeria (2014) ·
Portugal (2006) ·
Portugal (2018) ·
Spanje (2018)